# Chińskie rytuały pogrzebowe
Chińskie obrzędy pogrzebowe mają tradycje szeroko utożsamiane z chińską religią ludową, z różnymi obrzędami w zależności od wieku zmarłego, przyczyny śmierci oraz jego stanu cywilnego i statusu społecznego. Poszczególne obrzędy są przeprowadzane w różnych regionach Chin i wielu współczesnych Chińczyków przeprowadza pogrzeby według tradycji chrześcijańskich czy buddyjskich. Ceremonia pogrzebowa trwa zazwyczaj siedem dni, a ubiór żałobników zależy od ich relacji ze zmarłym. Tradycyjnie biały ubiór jest symbolem zmarłych, a czerwony zwykle nie jest zakładany, ponieważ jest to tradycyjny symbol szczęścia, ubierany na chińskich ślubach. Liczba trzy jest znacząca i jest to związane ze zwyczajem wykonywania wielu gestów trzykrotnie.
Pogrzebanie to tradycyjny sposób pochówku, ale współcześnie zmarli bardzo często są poddani kremacji, zwłaszcza w dużych miastach w Chinach. Według MCA, na 9,77 milionów śmierci w 2014 roku aż 4,46 miliona zmarłych (45,6%) było poddanych kremacji.

## Historia
Chińczycy przeprowadzali złożone obrzędy pogrzebowe, a groby ich wczesnych władców rywalizowały z grobowcami starożytnych Egipcjan w sztuce pogrzebowej i wyprawianiu zmarłych w zaświaty. Powstała pod koniec III w. p.n.e. – Terakotowa Armia składa się z 9 000 figur, które zostały pochowane z pierwszym cesarzem Chin – Qin Shi Huangiem jako jego ochrona.
Tradycyjne obrzędy pogrzebowe ukazują silną wiarę w życie po śmierci i kult przodków pośród żywych; filozofia konfucjańska wzywa ludzi do okazywania szacunku przodkom jako akt pobożności synowskiej (孝 xiào). Ta tradycja wciąż się utrzymuje w obrzędach pogrzebowych wielu Chińczyków.

## Zwyczaje
Obyczaj mówi, aby krewni czuwali nad umierającymi jako towarzysze do czasu ich wejścia w życie pozagrobowe. Jest to proces o nazwie shou ling (守靈), sposobność, by okazać synowską pobożność oraz zachować lojalność wobec zmarłych. Zatem członkowie rodziny zwykle zmieniają się, aby zawsze ktoś czuwał nad krewnym na jego łożu śmierci.
Często nad drzwiami domu umieszcza się biały sztandar, aby zaznaczyć, że doszło do śmierci. Rodziny zwykle zbierają się, aby odprawiać rytuały pogrzebowe, aby zarówno okazywać szacunek dla umarłych, jak i umacniać więzy między członkami rodziny. Ci, którzy byli bliżsi zmarłej osobie (tj. synowie i córki), noszą białe szaty, a dalsi krewni noszą szaty w różnych kolorach: białym, czarnym, niebieskim i zielonym. Kolory czerwony, żółty i brązowy tradycyjnie nie są noszone w okresie żałoby, który może trwać do trzech lat. Przed pogrzebem nekrologi fùwén (訃聞) są zwykle wysyłane do krewnych i przyjaciół, informując o dacie i godzinie pochodu. Data jest zwykle wybierana zgodnie z chińskim kalendarzem fortuny (通勝 tong sheng) jako pomyślna.
Zmarły jest ubrany w czysty strój pogrzebowy (小殮) w ramach przygotowań do wyjścia ze świata (人世 rén shì) i podróży do zaświatów (來世 lei shì). Dà liàn (大殮) to rytuał polegający na przeniesieniu zwłok do trumny (入木 rù mù), która spoczywa w sali pogrzebowej ozdobionej czterema postaciami (成语 cheng yu) przed pochówkiem lub kremacją. Przed procesją pogrzebową odbywa się jiā jì (家祭). W zależności od bliskości i statusu członków rodziny będą oni oddawać hołd zmarłemu (dian 奠).
Zgodnie z chińskim zwyczajem starszy nigdy nie powinien okazywać szacunku komuś młodszemu. Na przykład, jeśli zmarły jest młodym kawalerem, jego ciała nie można zabrać do domu i musi pozostać w zakładzie pogrzebowym. Jego rodzice również nie mogą ofiarować modlitwy swojemu synowi. Ponieważ nie był żonaty, nie miał dzieci, które mogłyby wykonać dla niego te same obrzędy (dlatego ciało nie może znaleźć się w domu rodzinnym). Jeśli umrze niemowlę lub dziecko, również nie wykonuje się obrzędów pogrzebowych, ponieważ młodemu człowiekowi nie można okazywać szacunku. Dziecko jest więc pochowane w ciszy.
Procesja pogrzebowa (發引 fā yǐn) to proces doprowadzania karawanu do miejsca pochówku lub kremacji. Podczas pogrzebu często prezentowane są ofiary z artykułów żywnościowych, kadzideł i rytualnego papieru (tzw. joss paper). Oferowanie jedzenia oraz wspomnianego papieru oznacza ciągłą współzależność między zmarłym a ich żywymi potomkami. Taoistyczne lub buddyjskie modlitwy są czasami wykonywane przez mnichów, aby pomóc duszy zmarłego znaleźć spokój i uniknąć losu stania się „niespokojnym duchem”.
Każdego roku na festiwalu Qing Ming (清明節) ludzie oddają cześć swoim przodkom, odwiedzając ich groby i sprzątając ich nagrobki. Późniejsze pokolenia są zapraszane do udziału w tym procesie czci przodków (慎終追遠 shèn zhōng zhuī yuǎn).